# ТЕС Галац
45°25′55″ пн. ш. 27°43′6″ сх. д. / 45.43194° пн. ш. 27.71833° сх. д.ТЕС Галац – теплова електростанція в Румунії у повіті Галац.
У другій половині 1960-х поблизу Галацу почався запуск металургійного комбінату, котрий в подальшому став та залишається найбільшим в країні. Для забезпечення його потреб у електричній та тепловій енергії поряд звели електростанцію, основне обладнання для якої постачили з СРСР. ТЕС вводилась трьома чергами:
- у 1969 – 1971 роках стали до ладу три парові котли виробництва Таганрозького котельного заводу типу TGM-89 продуктивністю по 420 тон пари на годину, які живили дві парові турбіни – одну типу PT-60-130-13 потужністю 60 МВт та одну VT-100-1 з показником у 100 МВт;
- у 1975 – 1976 роках стали до ладу два парові котли того ж виробника типу TGM-89АС продуктивністю по 420 тон пари на годину, які живили дві парові турбіни – одну типу T-100/120-130-2 потужністю 105 МВт та одну F-60-130/13 з показником у 60 МВт;
- у 1983 – 1988 роках запустили три парові котла все того Таганрозького котельного заводу типу TGM-89АС продуктивністю по 420 тон пари на годину, які живили дві парові турбіни типу T-100/120-130-4 потужністю по 105 МВт.
В 1999 році першу чергу виведели з експлуатації, що зменшило загальну потужність станції до 375 МВт.
Як паливо ТЕС використовує природний газ (надходить в район Галацу по трубопроводу Ісакча – Шендрень – Онешті) та/або мазут, а також та вторинні горючі гази (доменний, коксовий), котрі продукуються в процесі роботи металургійного комбінату. Максимальна частка вторинних газів може становити 35%, при цьому продуктивність котлів зменшується з 420 до 350 тон пари на годину.  
Для охолодження використовують воду із річки Дунай.